# واسيو أولاديبوبو
واسيو أولاديبوبو (بالفرنسية: Wassiou Oladipupo)‏، من مواليد 17 ديسمبر 1983 ، لاعب كرة قدم بنيني. وهو يلعب مع نادي شبيبة القبائل الجزائري. وهو يلعب مع منتخب بنين لكرة القدم.

## روابط خارجية
- واسيو أولاديبوبو على موقع الاتحاد الدولي (مؤرشف)  (الإنجليزية)
- واسيو أولاديبوبو على موقع قاعدة بيانات كرة القدم.إي يو (الإنجليزية)
- واسيو أولاديبوبو على موقع ناشيونال فوتبول تيمز (الإنجليزية)
- واسيو أولاديبوبو على موقع Soccerway.com (الإنجليزية)
- واسيو أولاديبوبو على موقع عالم كرة القدم.نت (الإنجليزية)